# Takagi-Sugeno-Regler
Der Takagi-Sugeno-Regler ist ein auf der Fuzzy-Logik beruhender Regler. Sein Verhalten wird mit Regeln durch unscharfes Schließen beschrieben. Im Schlussfolgerungsteil der Regeln stehen im Gegensatz zu relationalen Fuzzy-Reglern nach Mamdani keine unscharfen Mengen, sondern Funktionen der Eingangsgrößen. Die Funktionswerte werden mit den Erfüllungsgraden der Regeln gewichtet. Das Ergebnis ist die scharfe Stellgröße. Es ist also keine Defuzzyfizierung notwendig.

## Grundlagen

Zugehörigkeitsfunktionen

In der Fuzzy-Logik werden linguistischen Variablen umgangssprachliche Begriffe als Wertebereich zugeordnet. Zum  Beispiel kann die linguistische Variable Regelabweichung die Werte negativ_klein, nahe_null oder positiv_klein annehmen. Mathematische Repräsentation dieser Begriffe ist die Zugehörigkeitsfunktion (Fuzzy-Menge). Sie beschreiben, mit welchem Wert zwischen 0 und 1 eine scharfe Größe zu dieser Fuzzy-Menge gehört. Die Fuzzy-Logik stellt auch Operatoren für die logischen Operationen UND und ODER bereit.
Das Verhalten eines Takagi-Sugeno-Reglers wird durch Regeln der Form
```

  

    

      

        

          
R

          

            
i

          

        

      

    

    
{\displaystyle R_{i}}

  

 : WENN 

  

    

      

        

          
x

          

            
1

          

        

        
=

        

          
A

          

            
1

            
l

          

        

      

    

    
{\displaystyle x_{1}=A_{1l}}

  

 UND ... UND 

  

    

      

        

          
x

          

            
n

          

        

        
=

        

          
A

          

            
n

            
k

          

        

      

    

    
{\displaystyle x_{n}=A_{nk}}

  

 DANN 

  

    

      

        

          
y

          

            
i

          

        

        
=

        
f

        
(

        

          
x

          

            
1

          

        

        
,

        
.

        
.

        
.

        
,

        

          
x

          

            
n

          

        

        
)

      

    

    
{\displaystyle y_{i}=f(x_{1},...,x_{n})}

  

```

beschrieben.
Dabei sind
- {\displaystyle x_{j}} scharfe Eingangsgrößen.
- {\displaystyle A_{nk}} Wert einer linguistischen Variablen.
- {\displaystyle y_{i}} Funktionen der Eingangsgrößen {\displaystyle x_{j}}.

Beispiel:
Ein nichtlineares System soll mit P-Reglern geregelt werden. {\displaystyle x\,} ist die Regelabweichung.
```

  

    

      

        

          
R

          

            
1

          

        

      

    

    
{\displaystyle R_{1}}

  

 : WENN 

  

    

      

        
x

        
=

        
N

        
A

        
H

        
E

        
N

        
U

        
L

        
L

      

    

    
{\displaystyle x=NAHENULL}

  

 DANN 

  

    

      

        

          
y

          

            
1

          

        

        
=

        
0.4

        
⋅

        
x

      

    

    
{\displaystyle y_{1}=0.4\cdot x}

  

  

    

      

        

          
R

          

            
2

          

        

      

    

    
{\displaystyle R_{2}}

  

 : WENN 

  

    

      

        
x

        
=

        
N

        
I

        
C

        
H

        
T

        
N

        
U

        
L

        
L

      

    

    
{\displaystyle x=NICHTNULL}

  

 DANN 

  

    

      

        

          
y

          

            
2

          

        

        
=

        
2.5

        
⋅

        
x

      

    

    
{\displaystyle y_{2}=2.5\cdot x}

  

```

### Fuzzyfizierung
Für jeden linguistischen Wert wird über dessen Zugehörigkeitsfunktion ein Zugehörigkeitsgrad der scharfen Eingangsgröße ermittelt. Die fuzzyfizierte Eingangsgröße ist ein Vektor der Zugehörigkeitsgrade.
Sind {\displaystyle \mu _{ij}(x)} die den linguistischen Werten {\displaystyle A_{ij}} entsprechenden Zugehörigkeitsfunktionen und {\displaystyle x_{i}} die scharfen Eingangsgrößen, dann gilt für die fuzzyfizierte Eingangsgröße {\displaystyle x_{F}\,}:
```

  

    

      

        

          
x

          

            
F

          

        

        
(

        

          
x

          

            
i

          

        

        
)

        
=

        
(

        

          
μ

          

            
i

            
1

          

        

        
(

        

          
x

          

            
i

          

        

        
)

        
,

        
.

        
.

        
.

        
,

        

          
μ

          

            
i

            
n

          

        

        
(

        

          
x

          

            
i

          

        

        
)

        
)

      

    

    
{\displaystyle x_{F}(x_{i})=(\mu _{i1}(x_{i}),...,\mu _{in}(x_{i}))}

  

```

Im obigen Beispiel erhalten wir für {\displaystyle x=-0.8} für
```

  

    

      

        

          
R

          

            
1

          

        

      

    

    
{\displaystyle R_{1}}

  

 : 

  

    

      

        

          
x

          

            
F

          

        

        
(

        
x

        
)

        
=

        
0.2

      

    

    
{\displaystyle x_{F}(x)=0.2}

  

  

    

      

        

          
R

          

            
2

          

        

      

    

    
{\displaystyle R_{2}}

  

 : 

  

    

      

        

          
x

          

            
F

          

        

        
(

        
x

        
)

        
=

        
0.8

      

    

    
{\displaystyle x_{F}(x)=0.8}

  

```

### Inferenz
Die Auswertung der Prämissen erfolgt oft mit dem Minimum-Operator (siehe T-Norm). Der Erfüllungsgrad {\displaystyle \alpha _{i}} der Regel {\displaystyle R_{i}} ist demzufolge
```

  

    

      

        

          
α

          

            
i

          

        

        
=

        
m

        
i

        
n

        
(

        

          
μ

          

            
i

            
1

          

        

        
(

        

          
x

          

            
i

          

        

        
)

        
,

        
.

        
.

        
.

        
,

        

          
μ

          

            
i

            
n

          

        

        
(

        

          
x

          

            
i

          

        

        
)

        
)

      

    

    
{\displaystyle \alpha _{i}=min(\mu _{i1}(x_{i}),...,\mu _{in}(x_{i}))}

  

.
```

Für unser Beispiel gilt
```

  

    

      

        

          
α

          

            
1

          

        

        
=

        
0.2

      

    

    
{\displaystyle \alpha _{1}=0.2}

  

  

    

      

        

          
α

          

            
2

          

        

        
=

        
0.8

      

    

    
{\displaystyle \alpha _{2}=0.8}

  

```

### Konklusion
Im Schlussfolgerungsteil der Regel stehen keine linguistischen Werte. Deshalb ist keine Defuzzyfizierung notwendig. Die scharfe Ausgangsgröße ergibt sich als mit den Erfüllungsgraden der Regeln gewichteter Mittelwert der Stellgrößen zu
```
  

  

    

      

        
y

        
=

        

          

            

              

                
∑

                

                  
i

                  
=

                  
1

                

                

                  
n

                

              

              

                
y

                

                  
i

                

              

              
⋅

              

                
α

                

                  
i

                

              

            

            

              

                
∑

                

                  
i

                  
=

                  
1

                

                

                  
n

                

              

              

                
α

                

                  
i

                

              

            

          

        

      

    

    
{\displaystyle y={\frac {\sum _{i=1}^{n}y_{i}\cdot \alpha _{i}}{\sum _{i=1}^{n}\alpha _{i}}}}

  

```

Für das Beispiel erhalten wir die Scharfe Stellgröße
```

  

    

      

        
y

        
=

        
−

        
1.664

      

    

    
{\displaystyle y=-1.664}

  

```

### Vergleich zu Mamdani
Wenn man einen Takagi-Sugeno-Regler 0. Ordnung beschreibt, das heißt einen, bei dem alle Funktionen konstante Funktionen sind, ist dieser Regler ein Sonderfall des Mamdani-Systems, bei dem alle Ausgangsgrößen Singletonvariablen sind.